# Ledum maximum
Ledum maximum là một loài thực vật có hoa trong họ Thạch nam. Loài này được (Nakai) A.P. Khokhrjakov & M.T. Mazurenko mô tả khoa học đầu tiên năm 1991.